# Sacrifício infantil

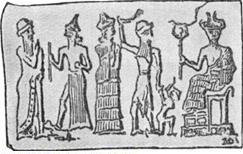
Selo de cilindro babilônico representando sacrifício de crianças

O sacrifício infantil é a matança ritualística de crianças, a fim de agradar ou apaziguar uma divindade, seres sobrenaturais ou ordem social sagrada, lealdades tribais, grupais ou nacionais, a fim de alcançar o resultado desejado. Como tal, é uma forma de sacrifício humano. A prática recebeu considerável oposição ao longo da história e, muitas vezes, tornou-se alvo de críticas à religião. Pensa-se que o sacrifício infantil seja uma extensão extrema da ideia de que, quanto mais importante o objeto do sacrifício, mais devota é a pessoa que o desiste.

## Culturas pré-colombianas
Arqueólogos descobriram os restos de mais de 140 crianças que foram sacrificadas na região costeira do norte do Peru.

### Astecas

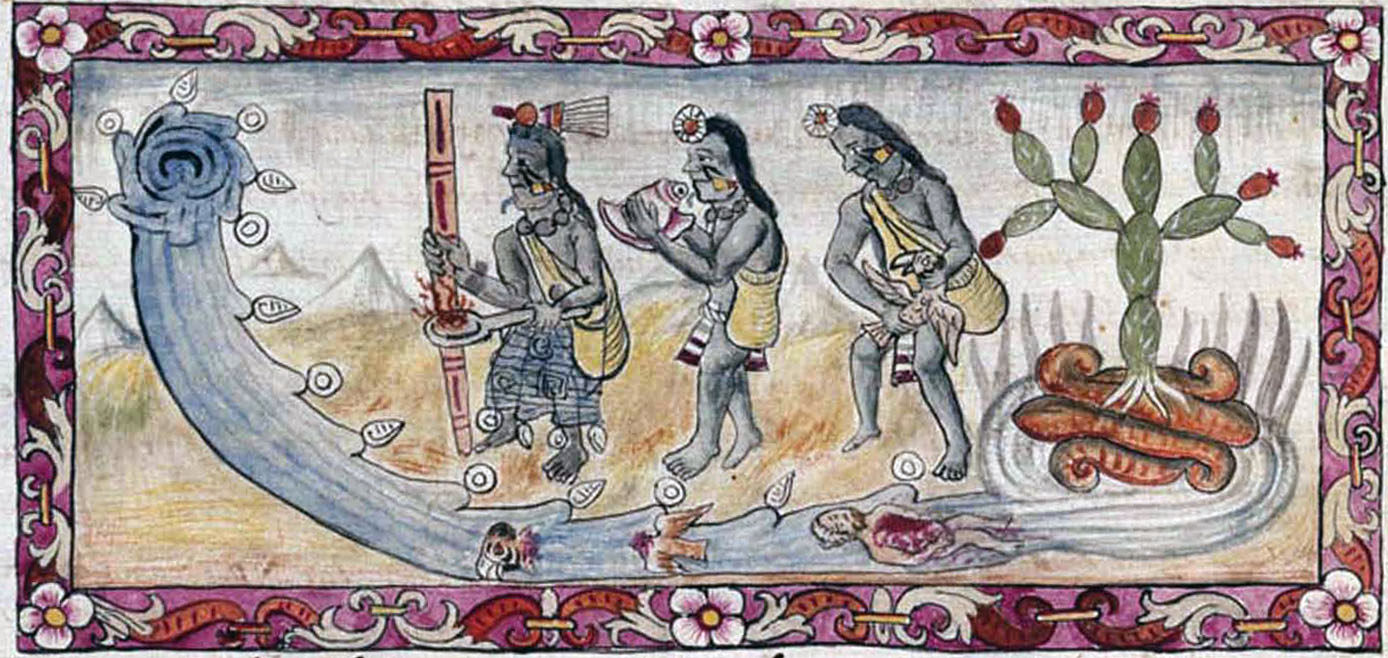
Os astecas realizando sacrifício de crianças para apaziguar os deuses raivosos que inundaram Tenochtitlan, em 1499

Arqueólogos encontraram restos de 42 crianças. Alega-se que esses restos foram sacrificados a Tlaloc (e alguns a Ehécatl, Quetzalcoatl e Huitzilopochtli) nas ofertas da Grande Pirâmide de Tenochtitlan pelos astecas do México pré-colombiano. O sacrifício humano era uma atividade cotidiana em Tenochtitlan e mulheres e crianças não eram isentas. Segundo Bernardino de Sahagún, os astecas acreditavam que, se sacrifícios não fossem dados a Tlaloc, a chuva não chegaria e suas colheitas não cresceriam. Os arqueólogos encontraram os restos de 42 crianças sacrificadas a Tlaloc (e algumas a Ehecátl Quetzalcóatl) nas ofertas da Grande Pirâmide de Tenochtitlan. Em todos os casos, as 42 crianças, a maioria meninos com cerca de seis anos, sofriam de cáries graves, abscessos ou infecções ósseas que seriam dolorosas o suficiente para fazê-las chorar continuamente. Tlaloc exigia as lágrimas dos jovens para que suas lágrimas molhassem a terra. Como resultado, se as crianças não chorassem, os sacerdotes às vezes arrancavam as unhas das crianças antes do sacrifício ritual.

### Incas
A cultura inca sacrificava as crianças em um ritual chamado qhapaq hucha. Seus cadáveres congelados foram descobertos nas montanhas da América do Sul. O primeiro desses cadáveres, uma criança do sexo feminino que havia morrido de um golpe no crânio, foi descoberto em 1995 por Johan Reinhard. Outros métodos de sacrifício incluíam estrangulamento e simplesmente deixar as crianças, que haviam recebido uma bebida intoxicante, perder a consciência nas condições extremas de frio e baixo oxigênio do topo da montanha e morrer de hipotermia.

### Maias
Na cultura maia, as pessoas acreditavam que seres sobrenaturais tinham poder sobre suas vidas e essa é uma das razões pelas quais o sacrifício de crianças ocorreu. Os sacrifícios eram essencialmente para satisfazer os seres sobrenaturais. Isso foi feito através do k'ex, que é uma troca ou substituição de algo através da qual os bebês substituiriam humanos mais poderosos. Pensava-se que seres sobrenaturais consumiriam as almas de humanos mais poderosos e os bebês seriam substituídos para impedir isso. Acredita-se que os bebês sejam boas ofertas porque têm uma estreita conexão com o mundo espiritual através da liminalidade. Acredita-se também que os pais da cultura maia oferecessem seus filhos para sacrifício e as representações desse ritual mostram que este era um momento muito emocional para os pais, mas eles continuavam porque pensavam que a criança continuaria existindo. Também se sabe que os sacrifícios infantis ocorreram em determinados momentos. O sacrifício de crianças era o preferido quando havia tempos de crise e de transição, como fome e seca.
Há evidências arqueológicas de sacrifício infantil em túmulos onde o bebê foi enterrado em urnas ou vasos de cerâmica. Também houve retratos de sacrifício infantil no art. Algumas obras de arte incluem cerâmica e estelas, bem como referências ao sacrifício infantil na mitologia e representações artísticas da mitologia.

### Moches
Os moches do norte do Peru praticavam sacrifícios em massa de homens e meninos.

### Timoto-cuicas
Os timoto-cuicas ofereciam sacrifícios humanos. Até a época colonial, o sacrifício de crianças persistia secretamente em Laguna de Urao (Mérida . Foi descrito pelo cronista Juan de Castellanos, que citou que festas e sacrifícios humanos eram feitos em homenagem a Icaque, uma deusa pré-hispânica andina.

## Antigo Oriente Próximo

### Tanakh (Bíblia Hebraica)
As referências no Tanakh apontam para uma consciência do sacrifício humano na história da prática no Antigo Oriente Próximo. O rei de Moabe dá a seu filho primogênito e herdeiro como um todo holocausto (olah, como usado no sacrifício do Templo). No livro do profeta Miquéias, a pergunta é: 'Darei meu primogênito pelo meu pecado, o fruto do meu corpo pelo pecado da minha alma?' e respondeu na frase: 'Ele mostrou a todas as pessoas o que é bom. E o que o Senhor exige de você? Agir com justiça, amar a misericórdia e andar humildemente com seu Deus. O Tanakh também implica que os amonitas ofereceram sacrifícios de crianças a Moloch.

#### Proibição em Levítico
Em Levítico 18:21, 20: 3 e Deuteronômio 12: 30-31, 18:10, a Torá contém uma série de imprecações e leis que proíbem o sacrifício de crianças e o sacrifício humano em geral. O Tanakh denuncia o sacrifício humano como costumes bárbaros dos adoradores de Baal (por exemplo, Salmos 106: 37). James Kugel argumenta que o sacrifício de crianças que proíbe especificamente a Torá indica que isso aconteceu em Israel também. O estudioso bíblico Mark S. Smith argumenta que a menção de "Topeth" em Isaías 30: 27–33 indica uma aceitação do sacrifício de crianças nas primeiras práticas de Jerusalém, às quais a lei em Levítico 20: 2–5 que proíbe o sacrifício de crianças é uma resposta.

#### Sacrifício de Isaque

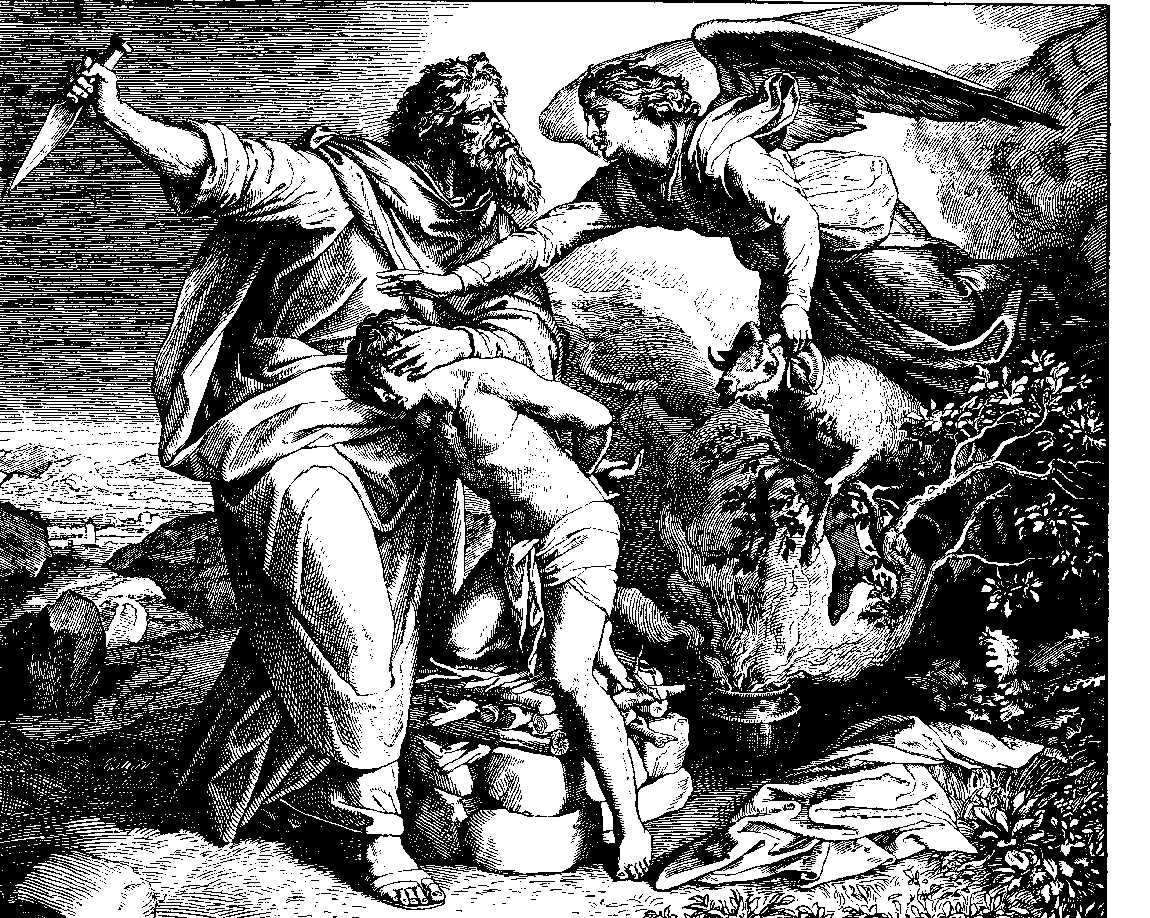
Nesta representação de Julius Schnorr von Karolsfeld, de 1860, Abraão é mostrado não sacrificando Isaac.

Gênesis relata que Abraão apresentou seu filho, Isaque, como um sacrifício a Deus no Monte Moriá. Nenhuma razão é fornecida dentro do texto. Abraão concorda com este comando sem discutir. A história termina com um anjo parando Abraão no último minuto, tornando desnecessário o sacrifício de Isaac. Como substituto, ele forneceu um carneiro, preso em alguns arbustos próximos, para ser sacrificado. Francesca Stavrakopoulou especulou que é possível que a história "contenha traços de uma tradição na qual Abraão sacrifique Isaque". O rabino AI Kook, primeiro rabino-chefe de Israel, enfatizou que o clímax da história, ordenando a Abraão que não sacrificasse Isaque, é o ponto principal: pôr um fim ao ritual do sacrifício de crianças, que contradiz a moralidade de Deus monoteísta perfeito e generoso. Segundo Irving Greenberg, a história da simboliza a proibição de adorar a Deus através de sacrifícios humanos, numa época em que os sacrifícios humanos eram a norma em todo o mundo.

#### Gehenna e Tophet
Os relatos mais extensos sobre o sacrifício de crianças na Bíblia Hebraica referem-se àqueles realizados na Geena por dois reis de Judá, Acaz e Manassés.

#### Juízes

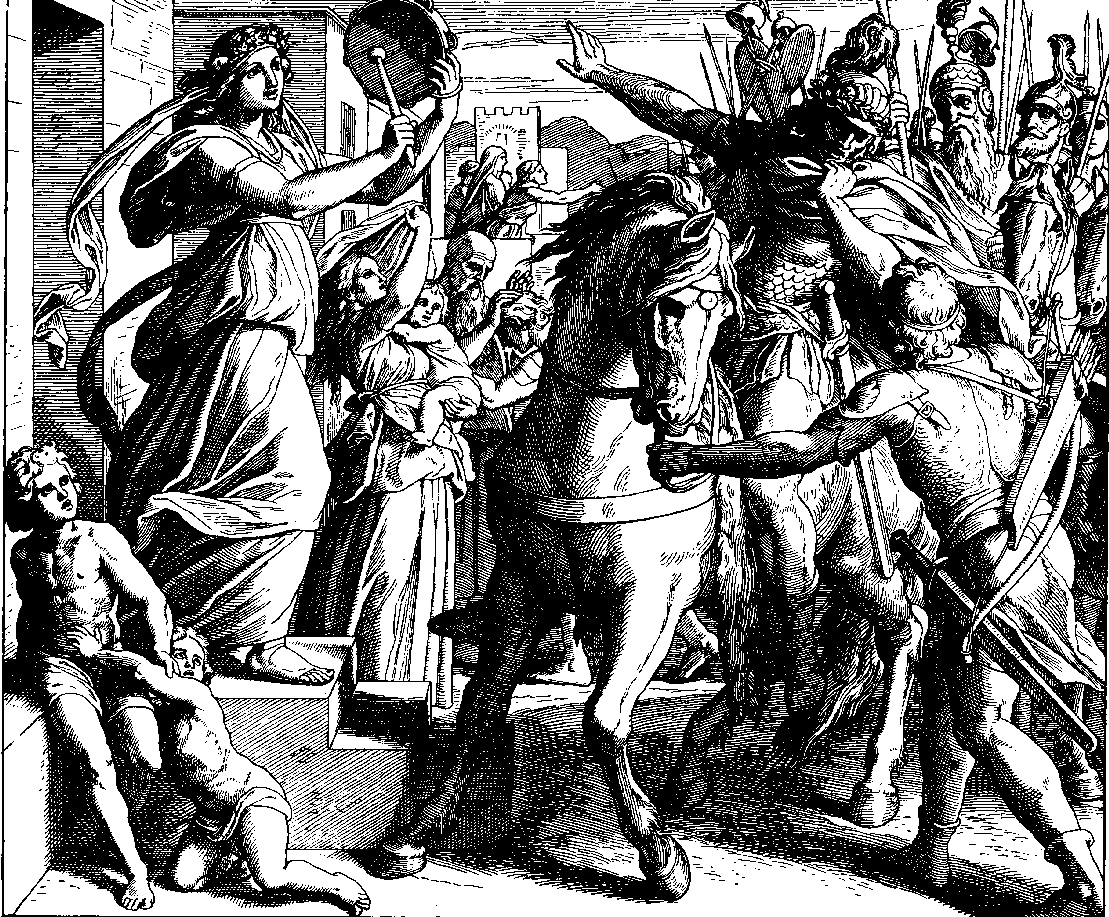
Jefté vê sua filha nesta xilogravura de 1860 de Julius Schnorr von Karolsfeld

No Livro dos Juízes, a figura de Jefté faz um voto a Deus, dizendo: "Se você der os amonitas em minhas mãos, tudo o que sair pela porta da minha casa para me encontrar quando eu voltar em triunfo dos amonitas será do Senhor, e eu a sacrificarei como uma oferta queimada" (conforme redigido na Nova Versão Internacional. Jefté consegue obter uma vitória, mas quando volta para sua casa em Mizpá, vê sua filha dançando ao som de tamboris, do lado de fora. Depois de permitir seus dois meses de preparação, os Juízes 11:39 declaram que Jefté cumpriu seu voto. Segundo os analistas da tradição judaica rabínica, a filha de Jefté não foi sacrificada, mas foi proibida de se casar e permaneceu solteira a vida inteira, cumprindo o voto de que seria dedicada ao Senhor. O historiador judeu do século I, Flávio Josefo, no entanto, entendeu que isso significa que Jefté queimou sua filha no altar de Javé, enquanto um pseudo-filo, no final do primeiro século I, escreveu que Jefté ofereceu sua filha porque ela não encontrou nenhum sábio em Israel que cancelasse seu voto. Em outras palavras, essa história do sacrifício humano não é uma ordem ou exigência de Deus, mas a punição para aqueles que juraram sacrificar os seres humanos.

### Fenícios
Os vizinhos criticavam Cartago por suas práticas de sacrifício de crianças. Plutarco (ca. 46–120 dC), Tertuliano, Orósio e Díodoro mencionam essa prática; no entanto, Lívio e Políbio não. Os ancestrais de Cartago, os cananeus, também foram mencionados realizando sacrifícios de crianças na Bíblia Hebraica e por alguns israelitas, em um local chamado Topeta ("torrefação").
Algumas dessas fontes sugerem que as crianças foram assadas até a morte em uma estátua de bronze aquecida. De acordo com Díodoro, "Havia na cidade uma imagem de bronze de Cronus estendendo as mãos, palmas para cima e inclinando-se para o chão, de modo que cada uma das crianças quando colocadas sobre ela rolava para baixo e caia em uma espécie de poço aberto cheio de fogo. " (Babador. Hist. 20.14.6)
A precisão de tais histórias é contestada por alguns historiadores e arqueólogos modernos. Em Cartago, existe um grande cemitério que combina os corpos de crianças muito pequenas e animais pequenos, sendo que alguns argumentaram que, se os animais foram sacrificados, o mesmo ocorreu com as crianças. A arqueologia recente, no entanto, produziu um detalhamento das idades das crianças enterradas e, com base nisso e principalmente na presença de indivíduos pré-natais - ou seja, mortos antes do nascimento -, também é argumentado que esse sítio arqueológico é consistente com enterros de crianças que morreram de causas naturais em uma sociedade com alta taxa de mortalidade infantil, como se supõe que Cartago tinha. Ou seja, os dados sustentam a opinião de que Tophets eram cemitérios para aqueles que morreram pouco antes ou depois do nascimento, independentemente da causa da morte.
De acordo com Stager e Wolff, em 1984, havia um consenso entre os estudiosos de que as crianças cartaginesas eram sacrificadas por seus pais, que jurariam matar o próximo filho se os deuses lhes concedessem um favor: por exemplo, mercadorias chegarem em segurança a um porto estrangeiro. Eles colocaram seus filhos vivos nos braços de uma estátua de bronze de:

a senhora Tanit ... As mãos da estátua se estenderam sobre um braseiro no qual a criança caiu depois que as chamas fizeram com que os membros se contraíssem e sua boca se abrisse ...  A criança estava viva e consciente quando foi queimada ... Fílon especificou que a criança sacrificada era mais amada.
Os comentaristas posteriores compararam os relatos de sacrifício de crianças no Antigo Testamento com outros semelhantes de fontes gregas e latinas, falando da oferta de crianças pelo fogo como sacrifícios na cidade púnica de Cartago, que era uma colônia fenícia. Clitarco em sua Scholia da República de Platão menciona a prática:

No meio deles está uma estátua de bronze de Cronos, com as mãos estendidas sobre um braseiro de bronze, cujas chamas envolvem a criança. Quando as chamas caem sobre o corpo, os membros se contraem e a boca aberta parece quase rir até que o corpo contraído desliza silenciosamente para o braseiro. Assim é que o 'sorriso' é conhecido como 'riso sardônico', já que eles morrem de rir.
Essa referência também parece esclarecer que a própria estátua não era movida pelas chamas, mas sim o corpo queimado e murcho da vítima era contorcido por elas.
Díodoro também faz referência a esta prática:

Himilcar, ao ver como a multidão era assediada por um medo supersticioso, em primeiro lugar, pôs fim à destruição dos monumentos, e então suplicou aos deuses segundo o costume de seu povo, sacrificando um menino a Cronos e uma multidão de gado para Poseidon afogando-os no mar [...] em tempos anteriores eles estavam acostumados a sacrificar a este deus o mais nobre de seus filhos, mas mais recentemente, secretamente comprando e nutrindo crianças, eles os enviaram para o sacrifício.
Plutarco em De superstitione também menciona a prática em Cartago:

eles próprios ofereciam seus próprios filhos, e aqueles que não tinham filhos compravam os pequenos dos pobres e cortavam suas gargantas como se fossem cordeiros ou passarinhos.
Reivindicações relativas a Moloch e sacrifício de crianças podem ter sido feitas para efeito de propaganda negativa.     Os romanos e israelitas descrevem o sacrifício de crianças como uma prática de seus inimigos "maus". Alguns estudiosos pensam que depois que os romanos finalmente derrotaram Cartago e destruíram totalmente a cidade, eles se engajaram na propaganda do pós-guerra para fazer seus arquiinimigos parecerem cruéis e menos civilizados. A questão de saber se o sacrifício de crianças fenícias era real ou se um mito continua sendo discutido nos círculos acadêmicos.

### Arábia pré-islâmica
O Alcorão documenta árabes pagãos sacrificando seus filhos a ídolos.[Alcorão 6:137]

## Europa pré-moderna
A civilização minoica, localizada na antiga Creta, é amplamente aceita como a primeira civilização na Europa. Uma expedição a Knossos pela Escola Britânica de Atenas, liderada por Peter Warren, escavou uma vala comum de sacrifícios, principalmente crianças, e descobriu evidências de canibalismo.

evidência clara de que sua carne foi cuidadosamente cortada, à maneira de animais sacrificados. Na verdade, os ossos das ovelhas abatidas foram encontrados com os das crianças ... Além disso, no que diz respeito aos ossos, as crianças parecem ter tido boa saúde. Por mais surpreendente que possa parecer, a evidência disponível até agora aponta para um argumento de que as crianças foram massacradas e sua carne cozida e possivelmente comida em um ritual de sacrifício feito a serviço de uma divindade da natureza para assegurar uma renovação anual da fertilidade.
Além disso, Rodney Castleden descobriu um santuário perto de Knossos, onde os restos de um jovem de 17 anos foram encontrados sacrificados.

Seus tornozelos foram evidentemente amarrados e suas pernas dobradas para caber na mesa ... Ele foi ritualmente assassinado com a longa adaga de bronze gravada com uma cabeça de javali que estava ao lado dele.

Em Woodhenge, uma criança foi encontrada enterrada com o crânio dividido por uma arma. Isso foi interpretado pelos escavadores como um sacrifício de crianças, como outros restos humanos.
O Ver Sacrum ("Uma Primavera Sagrada") era um costume pelo qual uma cidade greco-romana devotava e sacrificava tudo que nasceu na primavera, seja animal ou humano, a um deus, a fim de aliviar alguma calamidade.

## África

### Ilhas Canárias
Na antiga cultura Guanche das Ilhas Canárias, praticava-se o sacrifício de crianças. Assim, em Tenerife, Béthencourt Alfonso fala de “houve um tempo em que as vítimas humanas eram imoladas nos altares da ilha”, mencionando a presença de um sacrifício de uma criança durante o solstício de verão. Na verdade, os Guanches de Tenerife tinham o costume de lançar uma criança viva sobre Punta de Rasca logo ao nascer do sol do solstício de verão. Às vezes, essas crianças vinham de qualquer menceyato da ilha, até mesmo do menceyato mais distante de Punta de Rasca, o de Anaga. Daí deduz-se que era um costume comum em toda a ilha.
Na Gran Canaria foram encontrados ossos de crianças misturados com cordeiros e cabras, e em Tenerife apareceram ânforas com restos de crianças no seu interior. Isto sugere outro tipo de infanticídio ritual diferente daqueles que foram lançados ao mar.

### África do Sul
O assassinato de crianças por partes do corpo para fazer muti, para fins de bruxaria, ainda ocorre na África do Sul, especialmente nas áreas rurais. Curandeiros tradicionais ou feiticeiros costumam triturar partes do corpo e combiná-las com raízes, ervas, água do mar, partes de animais e outros ingredientes para preparar poções e feitiços para seus clientes.
No início do século XXI, Uganda experimentou um renascimento do sacrifício de crianças. Apesar das tentativas do governo de subestimar a questão, uma investigação da BBC sobre sacrifícios humanos em Uganda descobriu que assassinatos rituais de crianças são mais comuns do que as autoridades ugandenses admitem. Existem muitos indicadores de que políticos e empresários ricos conectados politicamente estão envolvidos no sacrifício de crianças na prática da religião tradicional, que se tornou uma empresa comercial.